# Jacques Nicolas Tardieu

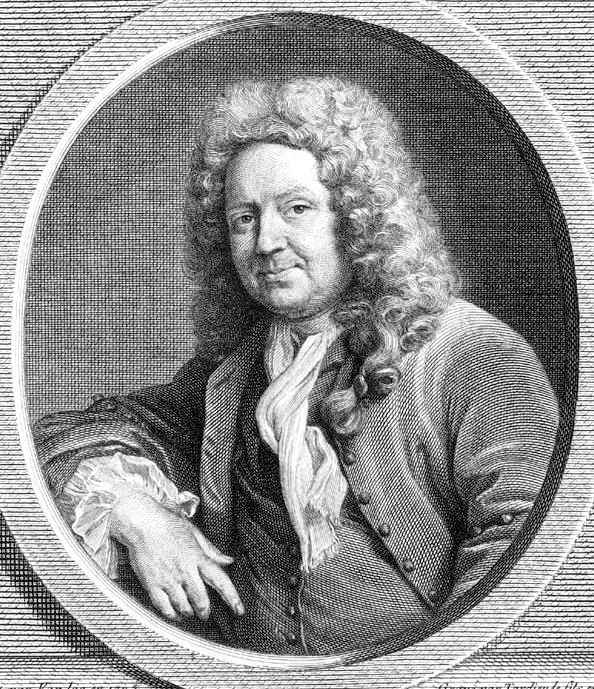
Stich seines Vaters Nicolas-Henri Tardieu

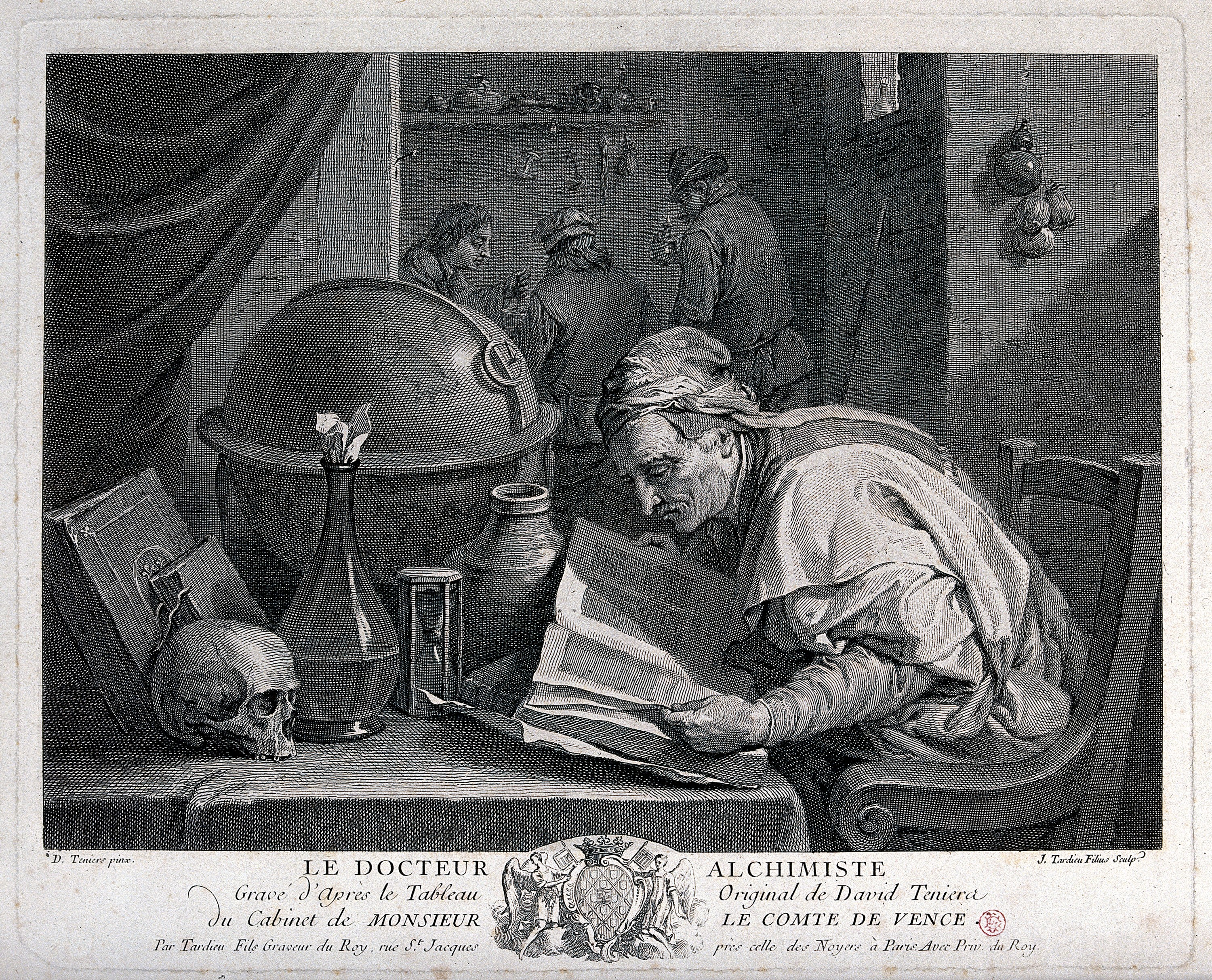
Le docteur alchimiste, nach David Teniers der Jüngere

Jacques Nicolas Tardieu (* 2. September 1716 in Paris; † 9. Juli 1791 ebenda) war ein französischer Kupferstecher.

## Biographie
Tardieu war Teil einer Familie von Kupferstechern, Illustratoren und Kartografen. Seine Ausbildung erhielt er bei seinem Vater Nicolas-Henri Tardieu. 1749 wurde er an der Académie de peinture aufgenommen. Im Salon de 1750 war er ebenfalls vertreten. Tardieu schuf eine Vielzahl von Stichen mit historischen, religiösen und profanen Themen. Weiterhin Porträts bekannter Persönlichkeiten. Er hatte großes Geschick, die gemalten Vorlagen mit großer Kunstfertigkeit und Feinheit umzusetzen. Seine bekanntesten Schüler waren sein Neffe Pierre Alexandre Tardieu und Charles-Eugène Duponchel.
Seine erste Frau Louise Françoise Tardieu (* 1719), Tochter des Medailleurs Benjamin Duvivier, die 1762 starb, half, wie auch seine zweite Frau Élisabeth-Claire Tardieu (1731–1773), in der Werkstatt mit und waren sehr erfolgreich. Er hatte zwei Söhne, Henri und Jean-Charles.

## Werke (Auszug)
- Bon Boullogne nach Gilles Allou
- Porträt von Claude Lorrain nach Donat Nonnotte
- L’Apparition de Jésus à la Vierge
- les Misères de la guerre nach David Teniers der Jüngere
- le Dejeuner flamand nach David Teniers der Jüngere
- Porträt von Marie-Antoinette nach Jean-Marc Nattier